# Варфоломей, Пульхерия Егоровна
Пульхе́рия Его́ровна Варфоломей (1802—1868) — кишинёвская знакомая А. С. Пушкина, адресат его стихотворений.

## Биография
Пульхерия Егоровна была дочерью откупщика Егора Кирилловича Варфоломея (1764—1842) и его супруги Марии Дмитриевны (1785—1847). Современники А. Ф. Вельтман и А. М. Горчаков описывали Егора Кирилловича как добродушного и приветливого хозяина, но также он был известен как жестокий откупщик. Из-за притеснения жителей Бессарабии на него поступали жалобы в Верховный совет, и в 1824 году он был снят с различных должностей.
В 1821 году Пульхерия познакомилась в Кишинёве с Александром Сергеевичем Пушкиным, часто посещавшим дом её отца.

А. Ф. Вельтман так описывал её в «Воспоминаниях о Бессарабии»:

Пульхерица была полная, круглая, свежая девушка; она любила говорить более улыбкой, но это не была улыбка кокетства, нет, это просто была улыбка здорового, беззаботного сердца. Никто не припомнит из знавших ее в продолжение нескольких лет, чтоб она на кого-нибудь взглянула особенно; казалось, что каждый, кто бы он ни был и каков ни был, для нее был не более, как человек с головой, с руками и с ногами.
Далее он писал, что «на балах со всеми кавалерами она с одинаковым удовольствием танцевала, всех одинаково любила слушать, и Пушкину также, как и всякому, кто умел её рассмешить или польстить её самолюбию, она отвечала: „Ah, quel vous êtes, monsieur Pouchkine!“». Пушкин посвятил ей такие стихотворения, как «Дева» и «Если с нежной красотой».
В 1835 году Пульхерия вышла замуж за греческого консула в Одессе Константина Мано.
Скончалась в 1868 году в возрасте 62 лет.